# Bistum Porto
Das Bistum Porto (lateinisch Dioecesis Portugallensis, portugiesisch Diocese do Porto) ist eine in Portugal gelegene römisch-katholische Diözese mit Sitz in Porto.

## Geschichte
Das Bistum Porto wurde im 4. Jahrhundert errichtet. Am 24. August 1938 gab das Bistum Porto Teile seines Territoriums zur Gründung des Bistums Aveiro ab. Das Bistum Porto ist dem Erzbistum Braga als Suffraganbistum unterstellt.
In Porto erscheint die Kirchenzeitung für Portugal Voz Portucalense.

## Weblinks

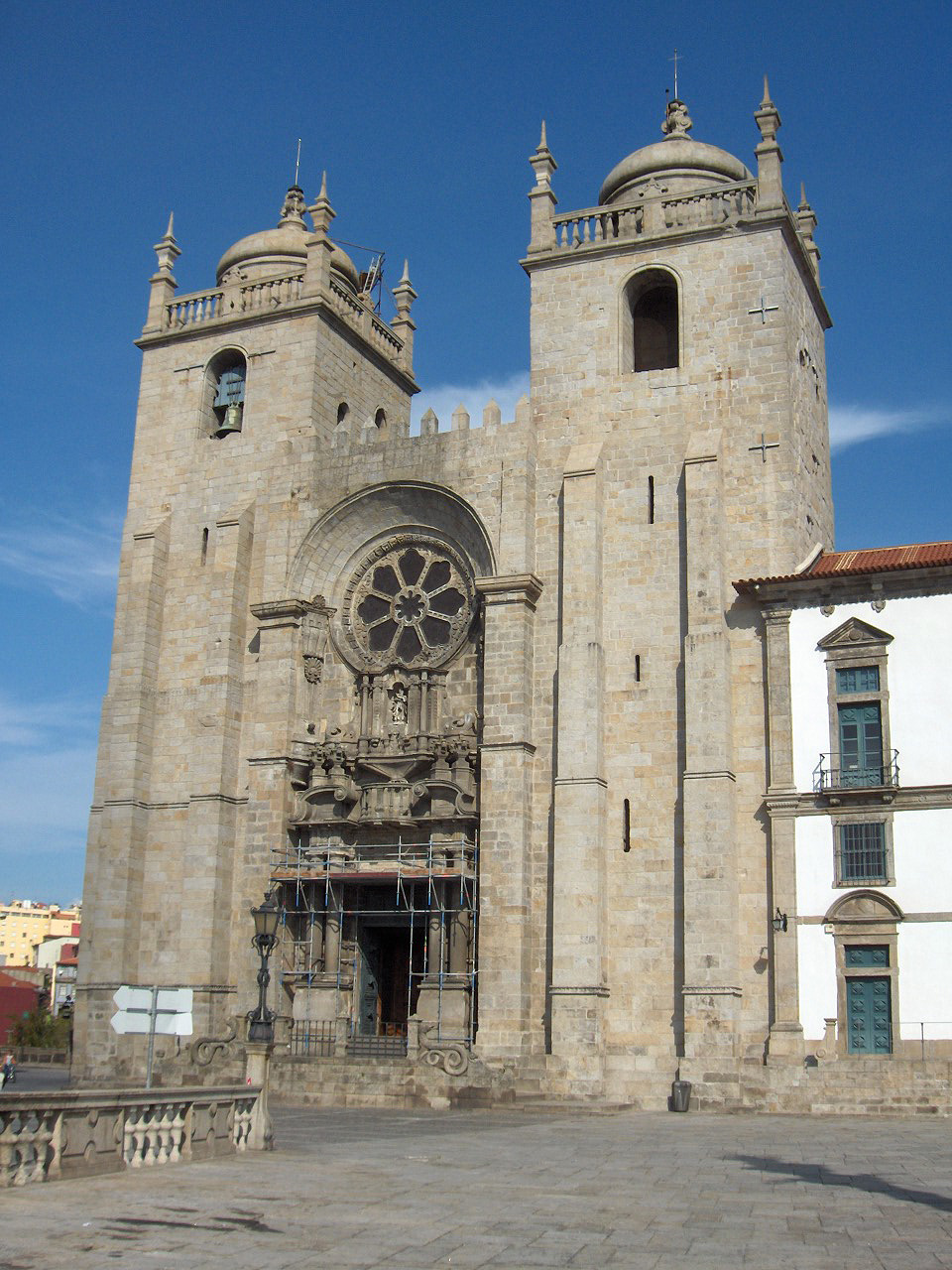
Sé Catedral de Nossa Senhora da Assunção in Porto